# Breaking In
Breaking In (2011–2012) – amerykański serial komediowy stworzony przez Adama F. Goldberga i Setha Gordona oraz wyprodukowany przez Sony Pictures Television, Happy Madison Productions i Adam F. Goldberg Productions.
Premiera serialu miała miejsce w Stanach Zjednoczonych 6 kwietnia 2011 na amerykańskim kanale Fox w środowym paśmie po programie American Idol. 
W maju 2011, stacja Fox anulowała serial po emisji zaledwie sześciu odcinków pierwszego sezonu, ale siódmy, finałowy przeniesiony został na inny dzień na 17 maja 2011. Trzy miesiące później, dnia 24 sierpnia 2011 zostało potwierdzone, że serial otrzymał zamówienie na drugi sezon po 13 odcinków, a jego premiera odbyła się 6 marca 2012. Na antenie miało zostać wyemitowane trzynaście odcinków drugiego sezonu, ale zostało wyemitowanych tylko pięć odcinków. Ostatni dwunasty odcinek serialu wyemitowano 3 kwietnia 2012.

## Opis fabuły
Akcja serialu toczy się w firmie zajmującej się bardzo rozwiniętą ochroną technologiczną. W skład grupy wchodzą niezbyt uczciwi pracownicy, którzy są gotowi zrobić wszystko, aby sprzedać ludziom swoje usługi.

## Obsada
- Bret Harrison – Cameron Price
- Alphonso McAuley – Cassius "Cash" Sparks
- Odette Annable – Melanie Garcia
- Megan Mullally – Veronica "Ronnie" Judith Mann
- Erin Richards – Molly Marie Hughes (II seria)
- Christian Slater – Ferris "Oz" Oswald Osbourne

i inni.

## Spis odcinków
| Światowa premiera                    | N/o | Angielski tytuł                      |
| ------------------------------------ | --- | ------------------------------------ |
|                                      |     |                                      |
| SERIA PIERWSZA                       |     |                                      |
|                                      |     |                                      |
| 06.04.2011                           | 01  | Pilot                                |
|                                      |     |                                      |
| 13.04.2011                           | 02  | Tis Better to Have Loved and Flossed |
|                                      |     |                                      |
| 20.04.2011                           | 03  | Need For Speed                       |
|                                      |     |                                      |
| 27.04.2011                           | 04  | White on White on White              |
|                                      |     |                                      |
| 04.05.2011                           | 05  | Take the Movie and Run               |
|                                      |     |                                      |
| 11.05.2011                           | 06  | Breaking Out                         |
|                                      |     |                                      |
| 17.05.2011                           | 07  | 21.0 Jump Street                     |
|                                      |     |                                      |
| SERIA DRUGA                          |     |                                      |
|                                      |     |                                      |
| 06.03.2012                           | 08  | The Contra Club                      |
|                                      |     |                                      |
| 13.03.2012                           | 09  | Who's the Boss                       |
|                                      |     |                                      |
| 20.03.2012                           | 10  | The Blind Sided                      |
|                                      |     |                                      |
| 27.03.2012                           | 11  | Game of Jones                        |
|                                      |     |                                      |
| 03.04.2012                           | 12  | Cyrano de Nerdgerac                  |
|                                      |     |                                      |
| nieemitowany 04.07.2012 (Portugalia) | 13  | Double Dragon                        |
|                                      |     |                                      |
| nieemitowany 11.07.2012 (Portugalia) | 14  | The Legend of Hurley's Gold          |
|                                      |     |                                      |
| nieemitowany 18.07.2012 (Portugalia) | 15  | Chasing Amy and Molly                |
|                                      |     |                                      |
| nieemitowany 25.07.2012 (Portugalia) | 16  | The Hungover                         |
|                                      |     |                                      |
| nieemitowany 01.08.2012 (Portugalia) | 17  | Heathers                             |
|                                      |     |                                      |
| nieemitowany 08.08.2012 (Portugalia) | 18  | Cash of the Titans                   |
|                                      |     |                                      |
| nieemitowany 15.08.2012 (Portugalia) | 19  | The Nat'ral                          |
|                                      |     |                                      |
| nieemitowany 22.08.2012 (Portugalia) | 20  | Episode XIII                         |
|                                      |     |                                      |